# Tequila till frukost

Tequila till frukost är den andra romanen av komikern och författaren Lasse Lindroth.